# Токмак Нгуен
Токмак Чол Нгуен (англ. Tokmac Chol Nguen, нар. 20 жовтня 1993, Какума, Кенія) — норвезький та південносуданський футболіст, який грає на позиції вінгера у шведському клубі «Юргорден».

## Клубна кар'єра
Токмак Нгуен народився в Кенії в сім'ї південносуданських біженців. У віці 5 років він перебрався з родиною до Норвегії, де й розпочав займатись футболом в юнацькій команді клубу «Стремсгодсет». Дебютував у основній команді клубу 28 серпня 2011 року в грі з командою «Фредрікстад».
У зв'язку з травмою він пропустив майже весь сезон 2012 року, вийшовши на заміну на 4 хвилини лише в одному матчі. У сезоні 2013 року, коли «Стремсгодсет» став чемпіоном країни, він виходив на заміну в двох матчах, провівши на полі загалом 17 хвилин. У сезоні 2014 року Нгуен виходив на заміну в трьох матчах, перебуваючи на полі загалом 76 хвилин, зіграв також у матчі Кубка Норвегії.
6 серпня 2014 року Токмак Нгуен на правах оренди перейшов до іншого норвезького клубу «Берум» до кінця 2014 року. Пізніше, 10 серпня 2015 року футболіст перейшов до норвезького клубу «Мйондален» на правах оренди до кінця 2015 року.
На початку сезону 2019—2020 років Токмак Нгуен став гравцем угорського клубу «Ференцварош». У червні 2020 року Нгуен отримав письмове попередження від Угорської федерації футболу за святкування свого голу у складі «Ференцвароша» проти «Академії Пушкаша», задерши футболку та продемонструвавши напис із засудженням вбивства Джорджа Флойда.
У кваліфікації Ліги чемпіонів 2020—2021 років Токмак Нгуен відзначився 3 забитими м'ячами: двома у ворота шведського клубу «Юргорден» 19 серпня, та ще один у ворота шотландського клубу «Селтік» 26 серпня.
Перед сезоном 2024 року Нгуен перейшов до шведського клубу «Юргорден», з яким підписав дворічний контракт.

## Виступи за збірну
Токмак Нгуен провів по одній грі за юнацьку збірну Норвегії віком до 18 років та віком до 19 років. Оскільки він має громадянство Південного Судану від народження, то має право виступів за збірну цієї країни, та уперше викликався до збірної Південного Судану у вересні 2019 року, проте не прибув до збірної, оскільки заявив, що хоче представляти на міжнародному рівні Норвегію. Уперше викликаний до національної збірної Норвегії у березні 2021 року, дебютував у національній збірній 24 березня 2021 року в матчі проти збірної Гібралтару.

## Титули і досягнення
- Чемпіон Норвегії (1):

«Стремсгодсет»:  2013
- Чемпіон Угорщини (5):

«Ференцварош»:  2018-19, 2019-20, 2020-21, 2021-22, 2022-23
- Володар Кубка Угорщини (1):

«Ференцварош»: 2021-22